# Marion Bidder
Marion Bidder (Greenwood, 26 de agosto de 1862-25 de septiembre de 1932) fue una fisióloga inglesa y una de las primeras mujeres que se dedicó a la investigación independiente en Cambridge. Durante casi una década, estuvo a cargo del Laboratorio Balfour en Cambridge y en 1895 fue la primera mujer en presentar un ensayo de su autoría en una reunión de la Royal Society.

## Biografía
Nacida en la región de Yorkshire en Inglaterra, su familia se mudó a Oxenhope en 1869. Allí, cursó estudios en la Escuela de Gramática Bradford Girls' y ganó una beca para estudiar en la Universidad de Girton  cuando tenía 17 años . Se graduó con honores en ciencias naturales y, en 1889, ganó el Gamble Prize por su disertación.
Mientras investigaba en la Universidad de Newnham, escribía ensayos sobre las glándulas gástricas de los cerdos, los efectos de la nicotina en los invertebrados, y la fisiología de los protozoos. Estos estudios aparecieron en la Revista de Fisiología.

## Carrera
Empezando en 1888,  ejerció como profesora y directora de estudios en biología, así como tutora de estudiantes de fisiología femenina en el Newsnham College. Cuando se casó (con un biólogo marino Geroge Parker Bider III) y dejó su posición 11 años más tarde en 1899, contrató a cuatro personas para reemplazarle.
Después de casarse, Bidder continuó publicando trabajos, sin embargo eran sobre economía doméstica. En 1901, Economía Doméstica en Teoría y Práctica fue publicada, en ella, Bidder contribuyó tanto en los aspectos teóricos como en los científicos.

## Vida adulta
Bidder fue presidenta de la Cambridge Women's Liberal Association y se mostraba apasionada sobre las mujeres que se implicaban en la gestión pública de los ayuntamientos. También ocupó el cargo de Vice-Presidenta de la Asociación Voluntaria para Bienestar Mental de Cambridgeshire. Fue administradora de ambos, Homerton Teacher Training College en Cambridge y en la Universidad de Girton. Desempeñó el cargo de Rectora de la Universidad de Girton Universidad hasta 1932, año en el que muere de tuberculosis. Su hija Anna McClean Bidder fue zoóloga y académica.